# Paul Chauvet
Paul Chauvet (Verdun) foi um ciclista profissional da França.
Foi o 7º colocado do Tour de France 1905.